# Вуглецеві наноконуси
Вуглецеві наноконуси — конічні структури, лінійні розміри яких, хоча б в одному напрямку порядку одного мікрометра або менше. 

## Сутність
Величини основи і висоти наноконусів є величинами одного порядку, що дозволяє відокремлювати їх в окремий клас, відрізняючи від запаяних нанодротин, у яких, при схожій геометрії довжина на порядки перевищує поперечні лінійні розміри. Наноконуси можуть бути як порожнистими, так і заповненими. Порожній наноконус є можливим представити як згорнутий певним чином лист графену, вірніше як згорнуту «викрійку» із графена. 

## Різновиди
Так, можна розрізнити п'ять різних нехіральних модифікацій конусів (шість, якщо вважати графен конусом з апексом рівним 180°). Очевидно, що півапекс таких конусів визначатиметься за формулою:
{\displaystyle \Theta (p)=\arcsin({\frac {p}{6}})}
де {\displaystyle p} — порядок осі обертання. Таким чином, шести нехіральним модифікаціям відповідають кути розчину рівні 19,2°, 38,9°, 60,0°, 83,6°, 112,9° і 180°. Якщо ж взяти в розгляд ще й хіральні конуси, то кількість можливих кутів величезне, хоча дозволені не будь-які кути.